# Museum der Romantik

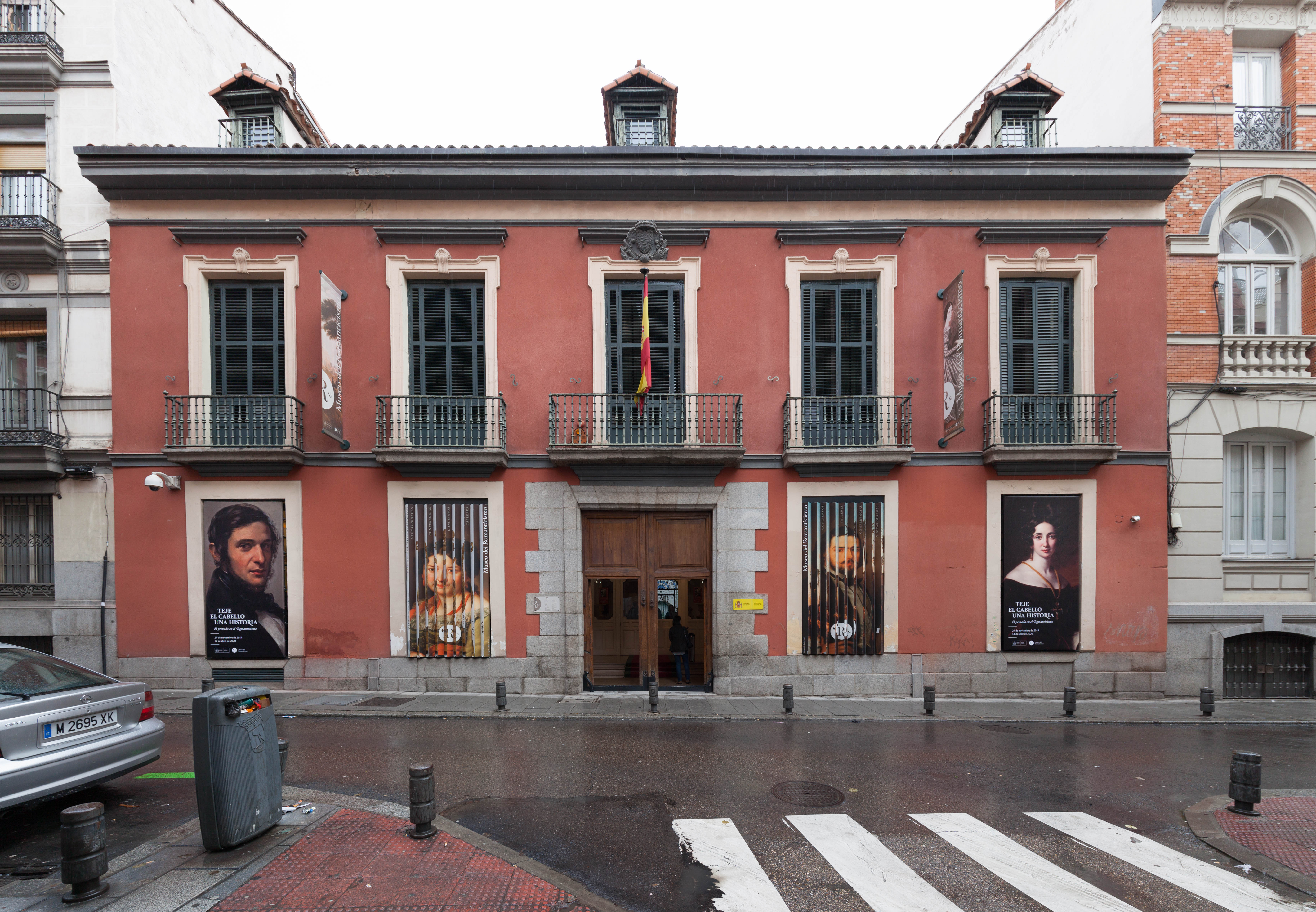
Außenansicht des Museo del Romanticismo in Madrid

Das Museum der Romantik (spanisch: Museo del Romanticismo) ist ein staatliches spanisches Kunstmuseum in Madrid. Es wurde 1924 als Museo Romántico eingeweiht.

## Hintergrund
Das Museum in der Calle de San Mateo 13 im zentralen Bezirk Justicia war seit seiner Gründung mit dem Patronat seines Mäzens, dem Marquis von Vega-Inclán, verbunden. Drei Jahre nach der Eröffnung des Museums erwarb es im Jahr 1927 der spanische Staat. Die Stiftung und seine gesamte Sammlung hatte der Marquis nach dessen Tod 1942 dem spanischen Staat vermacht. Sowohl die Sammlung als auch das Gebäude wurden 1962 unter Denkmalschutz gestellt.
Im November 2009 wurde das Museum in Museo Nacional del Romanticismo umbenannt.

## Sammlung
Das Museum ist in einem ehemaligen neoklassischen Stadtpalais aus dem späten 18. Jahrhundert untergebracht. Seine Exponate widerspiegeln den Lebensstil des Großbürgertums des mittleren 19. Jahrhunderts mit seinen Salons, Speisesaal, Billardzimmer usw. Präsentiert werden u. a. Hinterlassenschaften des spanischen romantischen Schriftstellers Mariano José de Larra.
Die Periode der Romantik fällt in Spanien ungefähr mit der Regierungszeit von Isabel II (1833–1868) zusammen, wobei diese relativ späte Entfaltung im Land auf den spanischen Unabhängigkeitskrieg gegen Napoleon zurückzuführen ist. Nach dem Tod Ferdinand VII. im Jahr 1833 gab es erste Ansätze für diese neuen Kunstrichtung, die sich aber erst in den 1840er Jahren endgültig durchsetzten.
In der Sammlung befinden sich Gemälde von Francisco de Goya (Hl. Gregor der Große), Leonardo Alenza (Satire des romantischen Selbstmords, Satire des Selbstmords aus Liebe und Der große Gott), Valeriano Domínguez Bécquer (Der Karlisten-Verschwörer), Antonio Carnicero (Porträt von Godoy), José Aparicio (Landung von Ferdinand VII.), Joaquín Espalter (Die Familie Flaquer), Vicente López Portaña (Porträt des Marquis von Remisa), Antonio María Esquivel (General Prim zu Pferd und Porträt von Alfredito Romea), Eugenio Lucas Velázquez (Höhle der Banditen), Charles Porion (Isabella II., die die Truppen begutachtet), Federico de Madrazo y Kuntz (Porträt des Herzogs von Rivas, Porträt der Herzogin von Rivas, und Porträt von Julián Romea), José de Madrazo (Porträt von Ferdinand VII. zu Pferd), Jenaro Pérez Villaamil (Puerta de Serranos in Valencia), Joaquín Sorolla (Porträt des Marqués de la Vega-Inclán), Manuel Cabral Bejarano (La copla), José Gutiérrez de la Vega (Porträt von Isabella II. und Porträt von Larra) und Francisco de Zurbarán (Hl. Franziskus).

Einrichtung
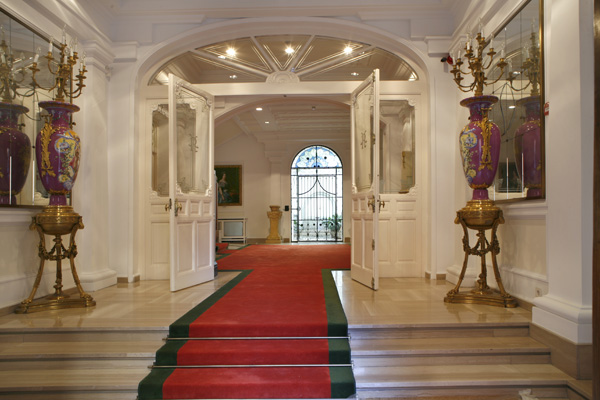
Eingangshalle
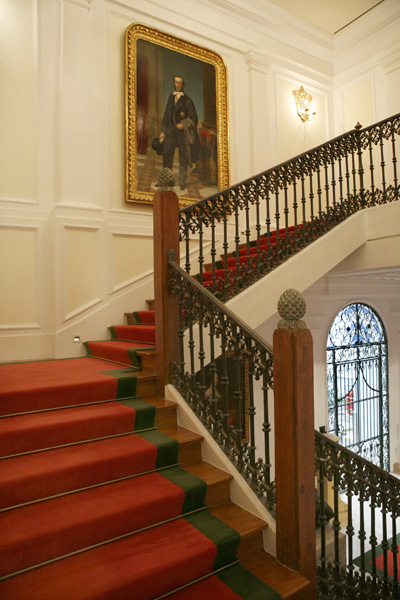
Aufgang zu der Sammlung
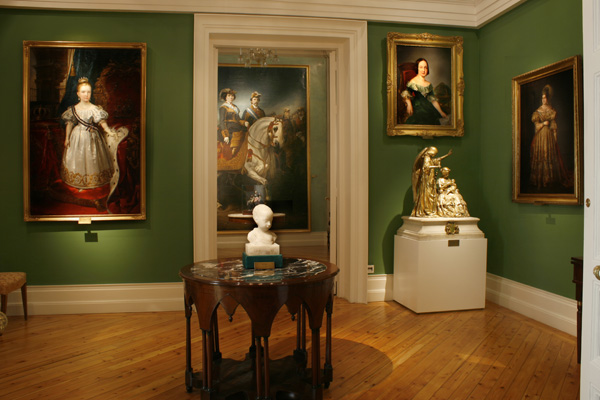
Vestibül/Vorraum
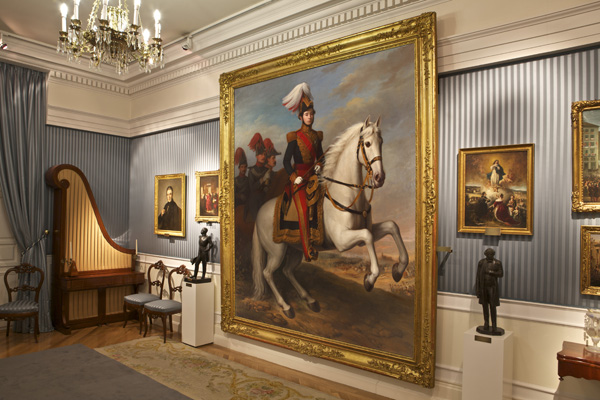
Salon
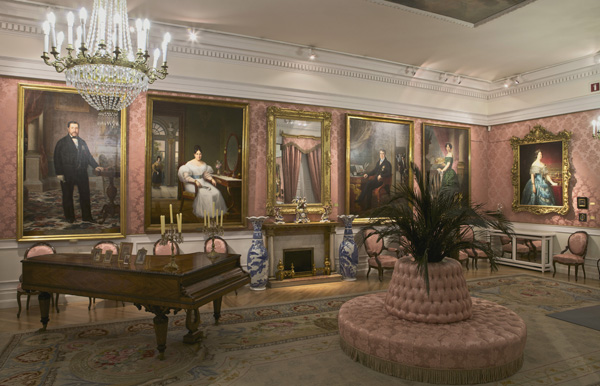
Ballsaal
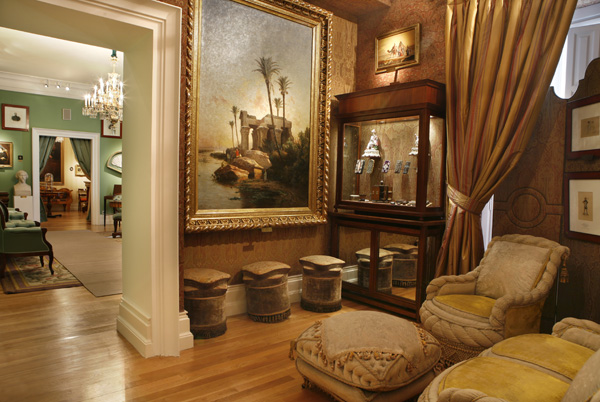
Rauchsalon

Gemälde
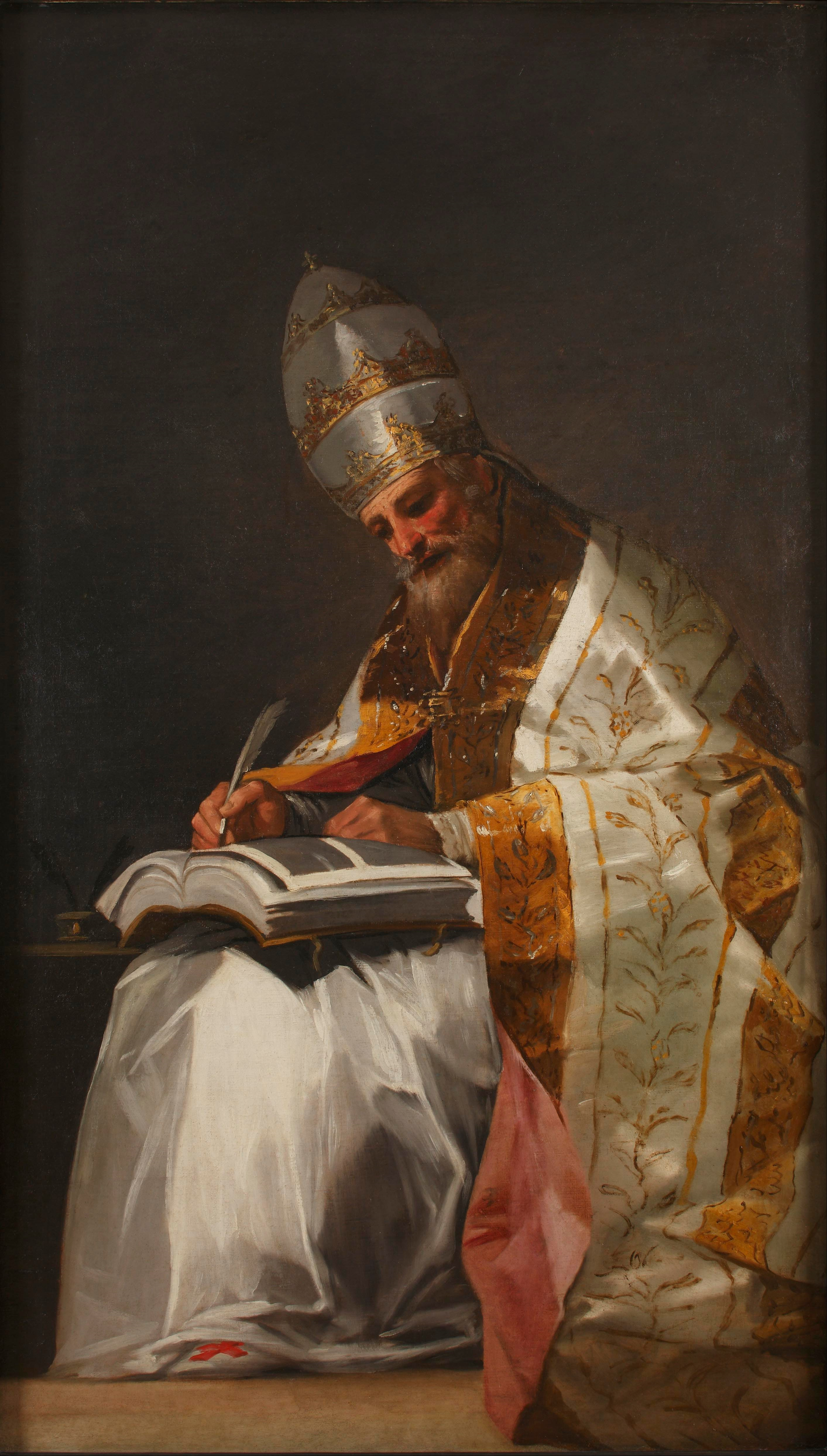
Francisco de Goya: San Gregorio Magno
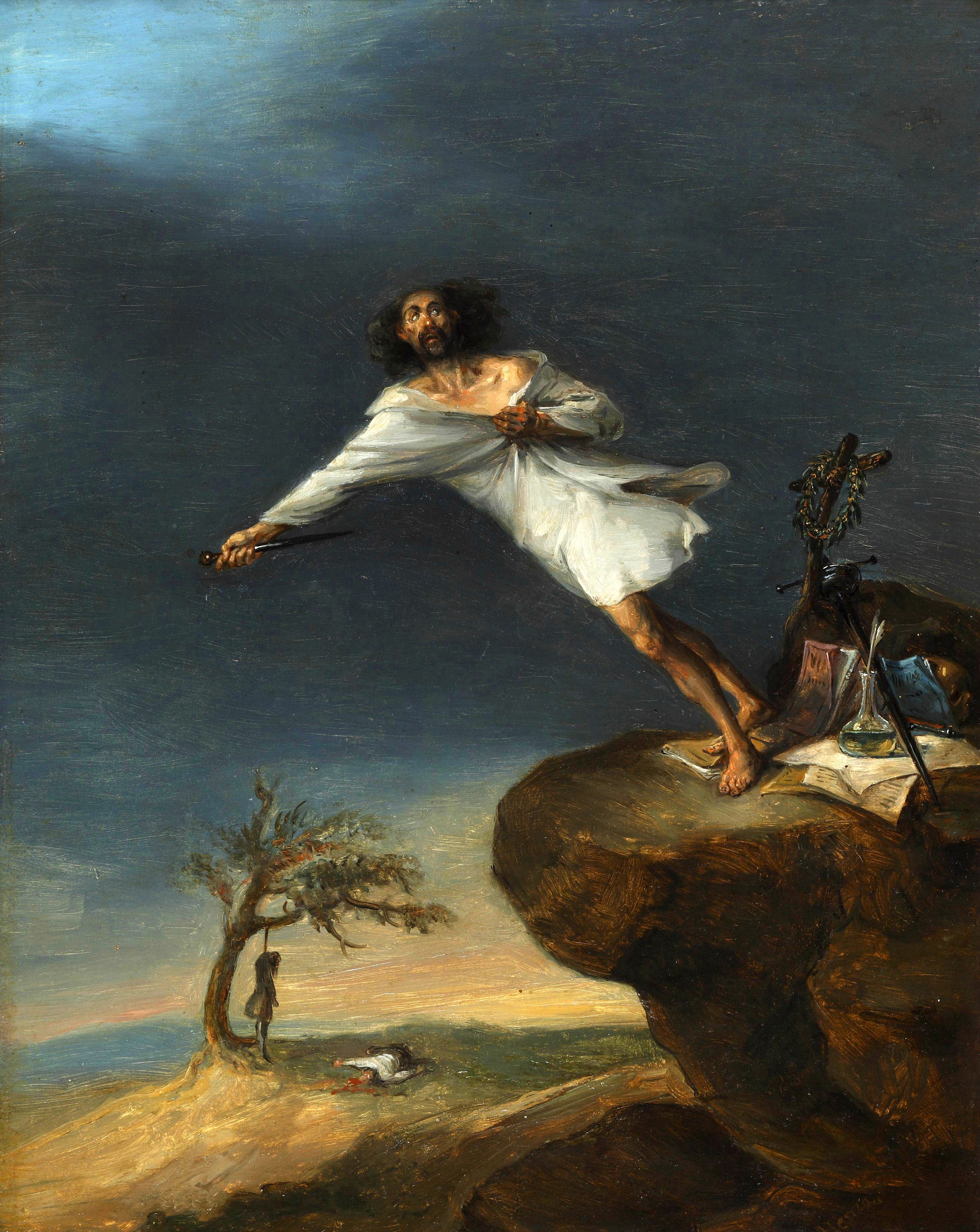
Leonardo Alenza: Sátira del suicidio romántico
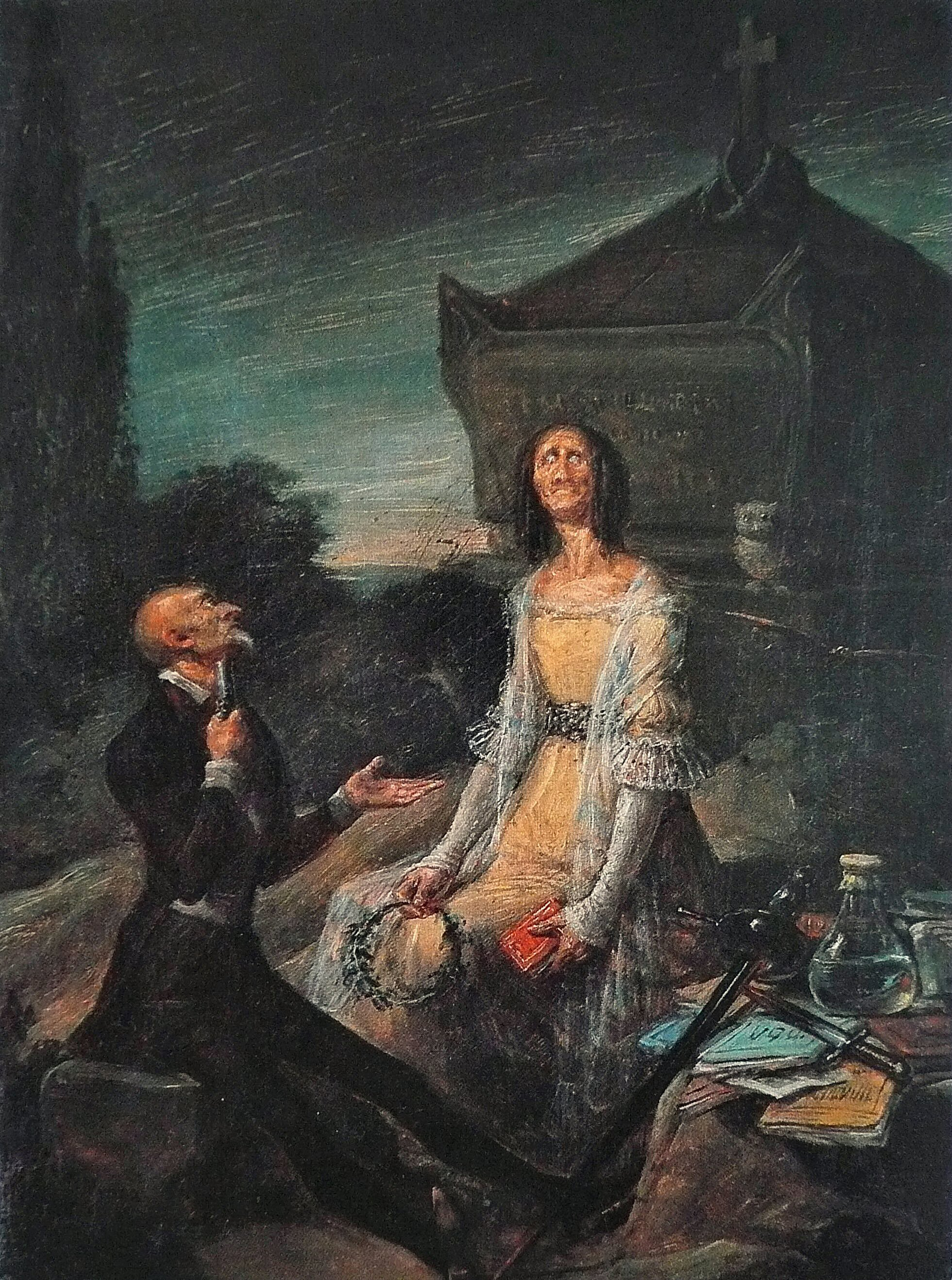
Leonardo Alenza: Sátira del suicido por amor
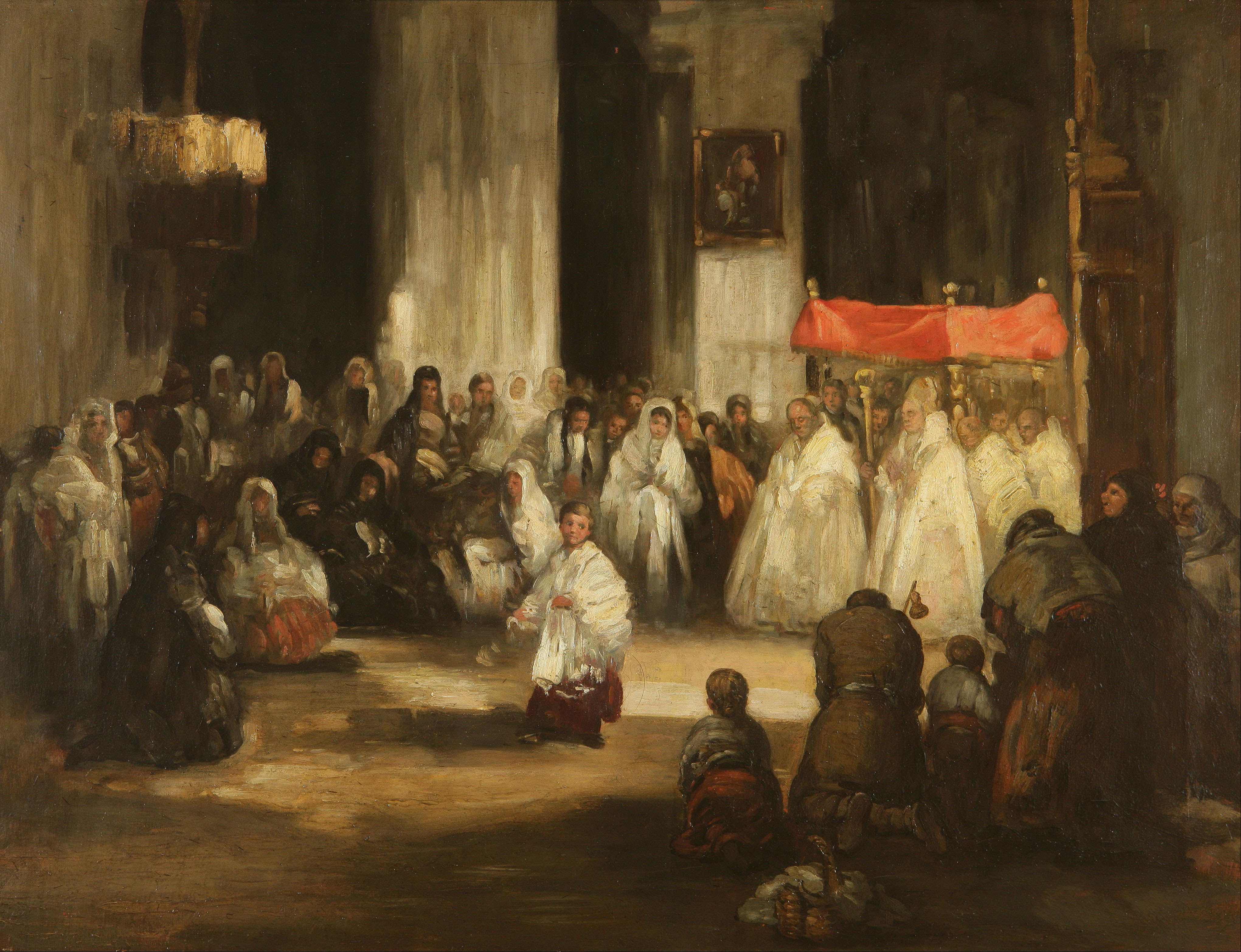
Leonardo Alenza: El dios grande
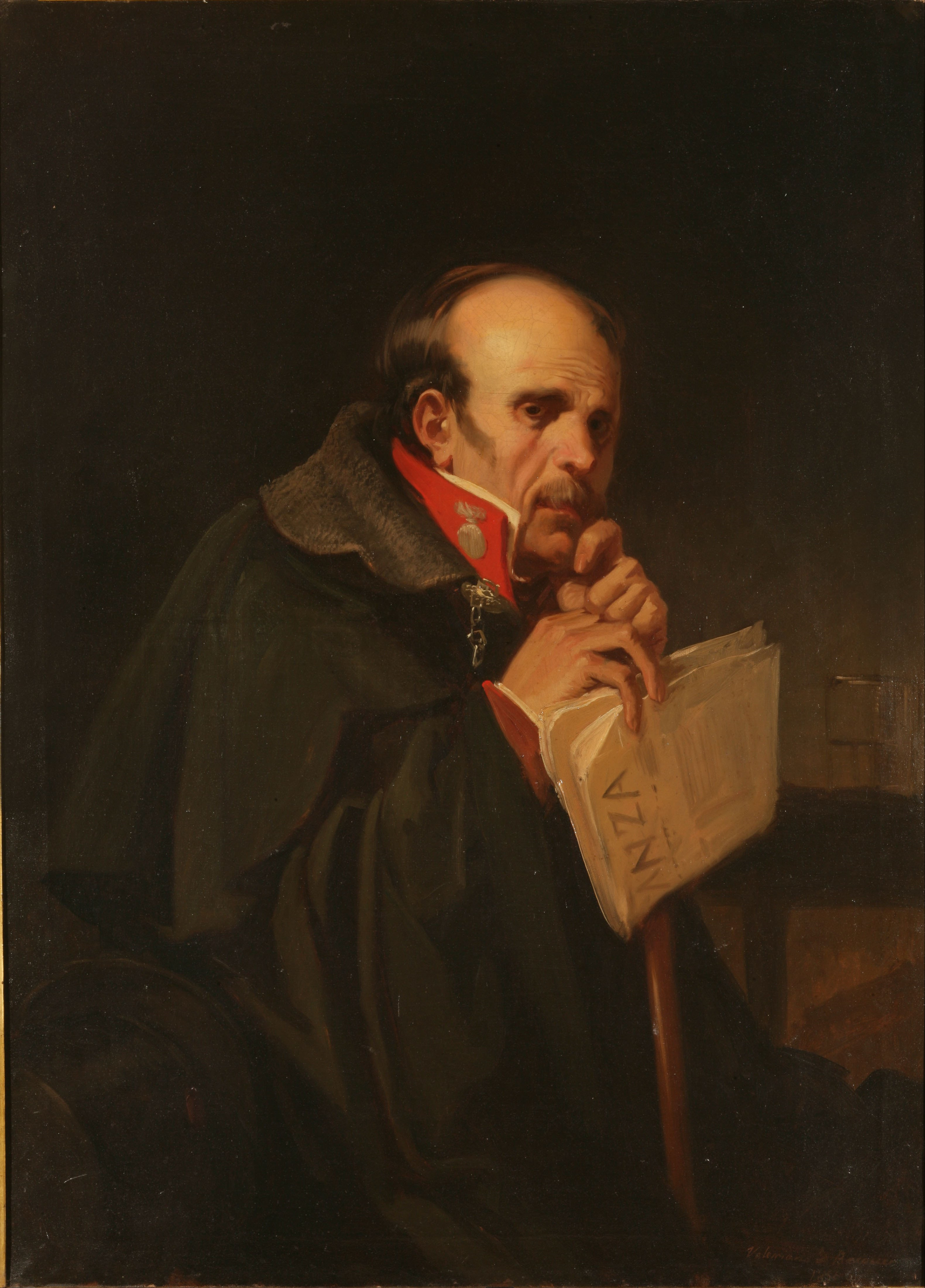
Valeriano Domínguez Bécquer: Der Karlistische Verschwörer
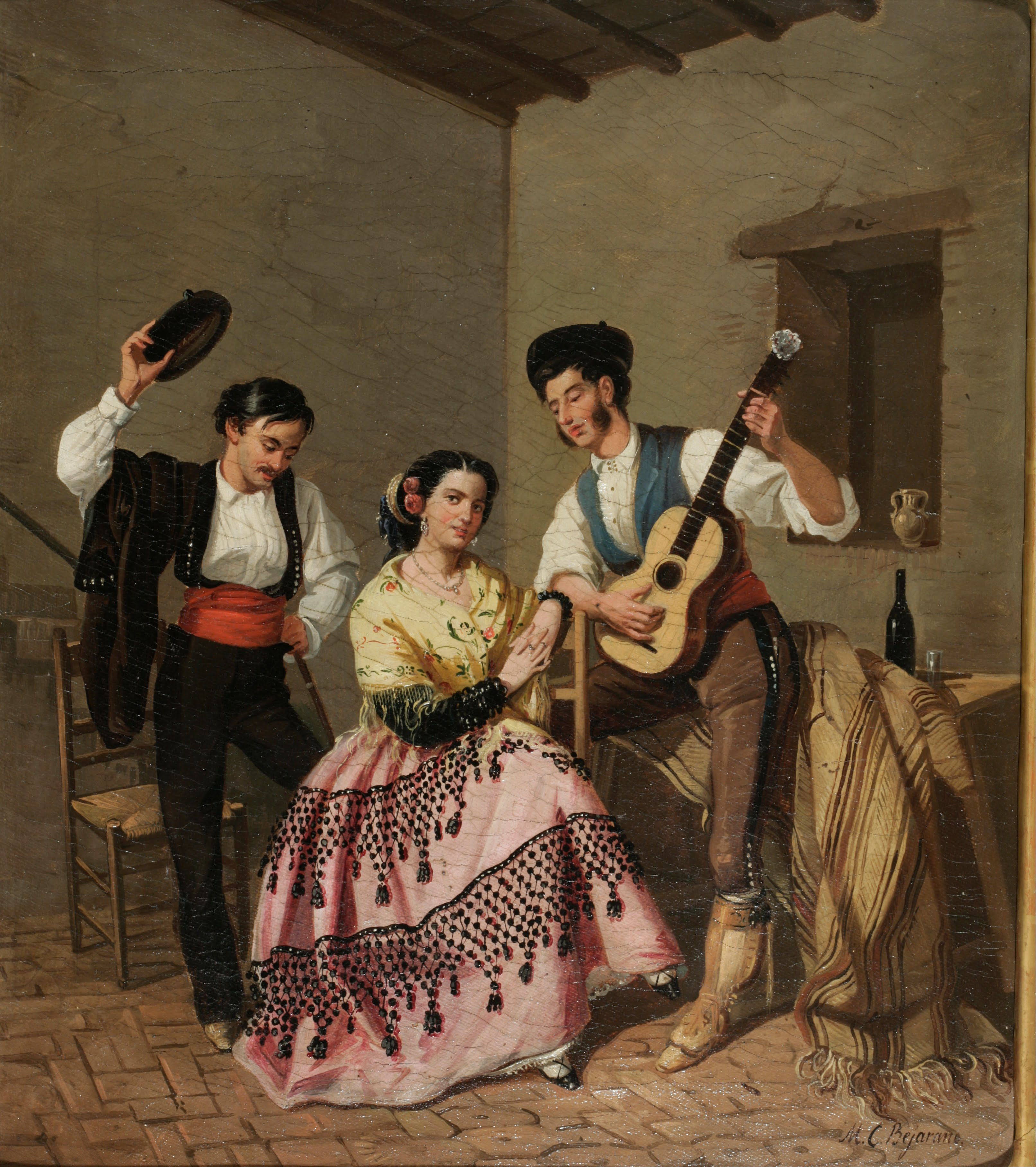
Manuel Cabral Bejarano: La copla